# Gare de Cornimont
La gare de Cornimont  était une gare ferroviaire française, terminus de la ligne de Remiremont à Cornimont, située sur le territoire de la commune de Cornimont, dans le département des Vosges en Lorraine. 
Elle est mise en service en 1879 par la Compagnie des chemins de fer de l'Est et fermée, en 1989 aux voyageurs et en 1992 aux marchandises par la Société nationale des chemins de fer français (SNCF). Un service de cars TER Lorraine dessert la commune.

## Situation ferroviaire
Établie à 506 mètres d'altitude, la gare terminus de Cornimont était située au point kilométrique (pk) 20,678 de la ligne de Remiremont à Cornimont, après la gare de Saulxures-sur-Moselotte.

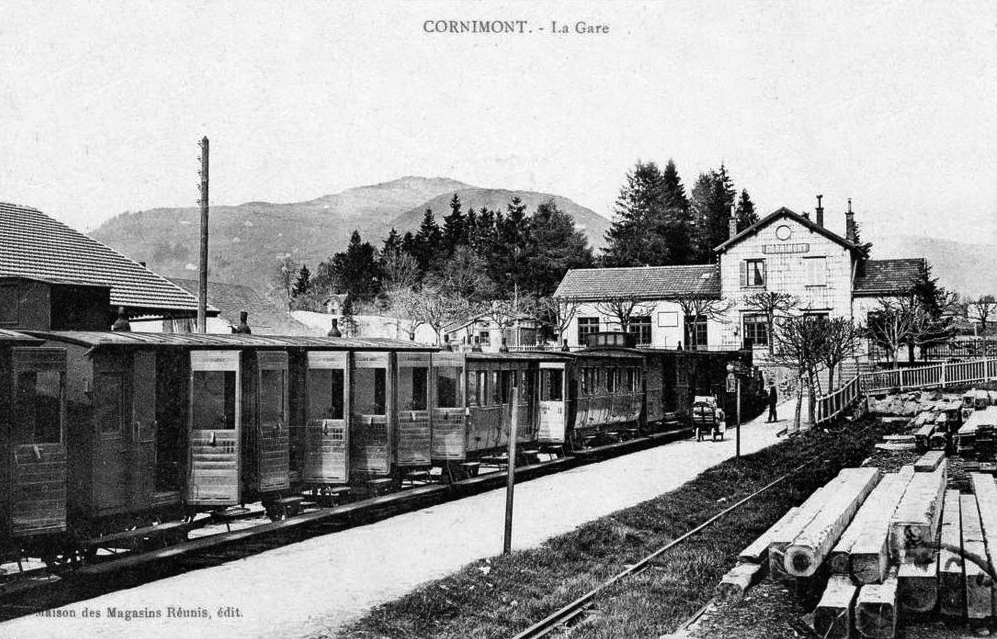
Intérieur de la gare vers 1910

## Histoire

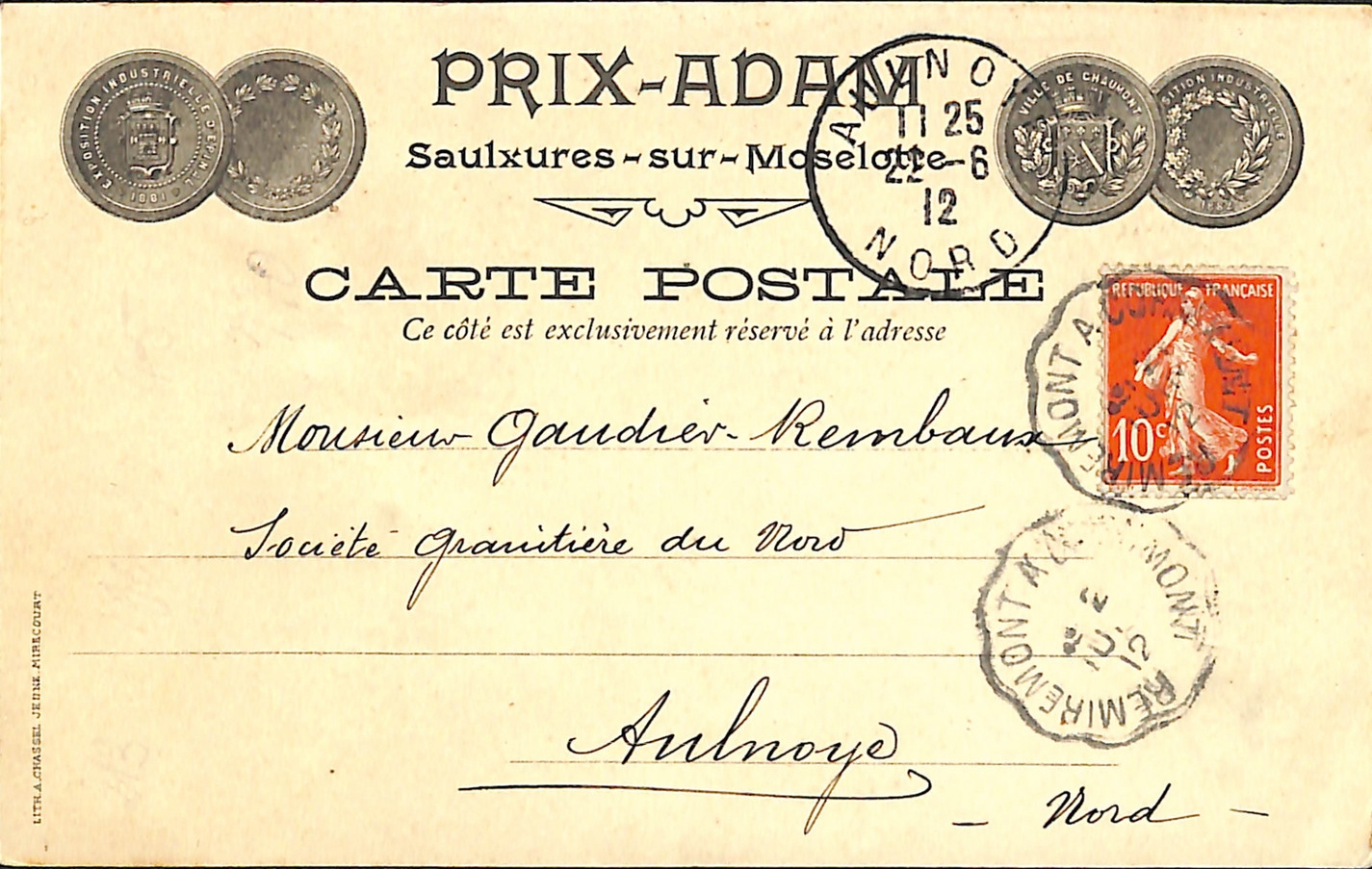
Carte postale comportant le timbre à date crénelé d'ambulant postal sur ligne de Remiremont à Cornimont daté de 1912.

La gare de Cornimont est mise en service le 6 septembre 1879 par la Compagnie des chemins de fer de l'Est lorsqu'elle ouvre à l'exploitation la ligne de Remiremont à Cornimont, dite aussi « ligne de la Moselotte », dont la Compagnie anonyme du chemin de fer de la Moselotte, concessionnaire, lui a confié l'exploitation.
En 1880, le résultat de l'exploitation de la station de Cornimont est d'un total de 17 396,50 fr, pour : 17 396,50 fr recette voyageurs, 707,60 fr recette bagages et messageries, 20 842,55 fr recette petite vitesse (marchandises).
Le déclassement de la ligne le 11 juillet 1994 ferme la gare à toute activité ferroviaire.
En 2012, l'ancien bâtiment voyageurs est toujours présent, il est à proximité de la voie verte des Hautes-Vosges qui emprunte le parcours de l'ancienne ligne du chemin de fer.

## Service des voyageurs
La gare est fermée et reconvertie en logements. La gare en service la plus proche est celle de Remiremont. Un service de cars TER Lorraine (ligne 9) dessert la commune.